# Shaw Brothers

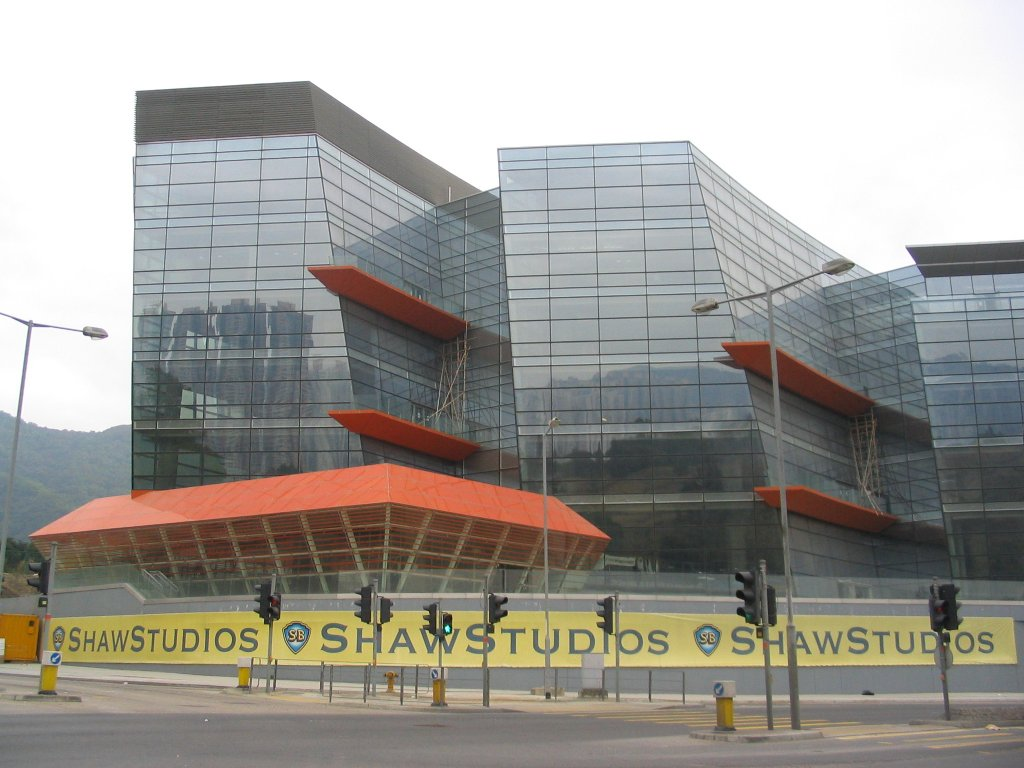
Shaw Brothers huvudkvarter i södra Kina.

Shaw Brothers är en kinesisk filmstudio, grundad av Runme Shaw i Shanghai 1925.
När Japan invaderade Shanghai på 30-talet flyttades produktionen till Hongkong.
Där hade studion sin storhetstid från 1957 till 1983, driven av bröderna Run Run Shaw och Runme Shaw. Främst är studion känd för sina hundratals filmer i genrer som kung fu-film och Wu Xia Pian, men studion gjorde filmer i alla sorters genrer, även musikaler, komedier, science fiction, deckare, historiska dramer, romantisk komedi, etc.
I mitten av 80-talet slutade Shaw Brothers i princip med sin filmstudio, och har sedan dess ägnat sig främst åt TV-serier samt produktion och distribution av filmer.

## Personer vid Shaw Brothers
Här följer några av de personer som hade fleråriga kontrakt med Shaw Brothers.

### Regissörer vid Shaw Brothers
- Chang Cheh
- Chu Yuan
- Liu Chia Liang
- King Hu (lämnade Shaw Brothers 1966)

### Kvinnliga skådespelare vid Shaw Brothers
- Cheng Pei Pei
- Ching Li
- Li Ching
- Lily Li-Li
- Yvi Ling Po

### Manliga skådespelare vid Shaw Brothers
- David Chiang
- Lo Lieh
- Gordon Liu
- Ti Lung
- Jimmy Wang Yu

## Filmer
Shaw Brothers producerade åtminstone 1000 filmer. Här är några av deras mest kända filmer, sorterade efter filmgenre. För ett större urval av deras filmer, se Lista över filmer producerade vid Shaw Brothers-studion.

### Wu Xia Pian
- Come Drink With Me (1966)
- One-Armed Swordsman (1967)
- The New One-Armed Swordsman (1971)
- Killer clans (1976)
- The Magic Blade (1976)

### Kung Fu Pian
- Boxer from Shantung (1972)
- The King Boxer (1972)
- The 36th Chamber of Shaolin (1978)
- Eight Diagram Pole Fighter (1984)

### Drama
- Intimate confessions of a chinese courtisan (1972)
- Love in a Fallen City (1984)

### Science Fiction
- Inframan (1975)
- The Mighty Peking Man (1977)
- Blade Runner (1982) (medproducenter)

### Musikaler
- Hong Kong Nocturne (1967)